# Самбука (облогова машина)
Самбука, або самбіка (дав.-гр. σαμβύκη, лат. sambuca) — антична облогова зброя, що отримала назву через певну схожість з однойменним музичним інструментом. Згадується у працях античних авторів III століття до н. е. — V століття н. е., проте описи її різняться. Застосовувалася для оволодіння фортецями штурмом як із моря, так і з суші.

## Історія

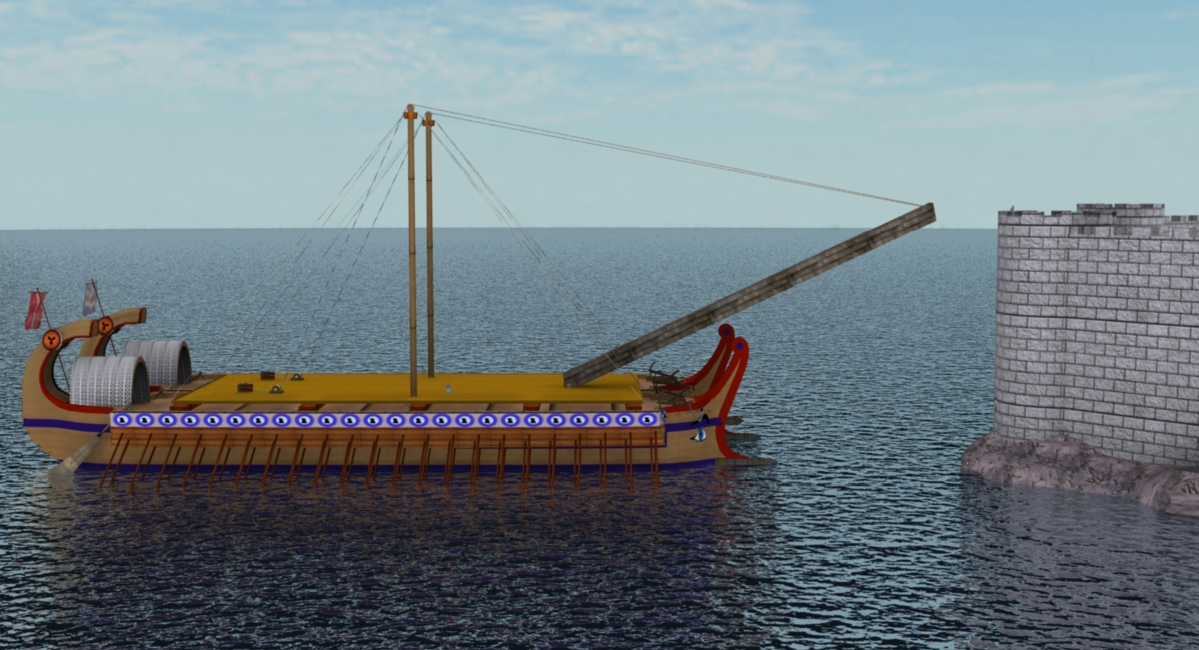
Реконструкція самбуки

Згідно з трактатом Бітона «Про устрій облогових машин і знарядь» (30-ті роки III століття до н. е.), самбука була вперше сконструйована Дамідом Колофонським (більше про цього інженера нічого не відомо). Афіней Механік приписує її винахід Геракліду Тарентському — архітектору та інженеру, який працював на Філіпа V Македонського.
До нас дійшло кілька описів бойового застосування самбуки: римлянами проти Сіракуз у 214—212 роках до н. е. (Полібій і Плутарх), македонянами проти Хіоса, імовірно, в 201 році до н. е. (Вітрувій та Афіней Механік), понтійцями проти Родоса в 88 році до н. е. і (можливо  ) проти Кизика у 73 році до н. е. (Апіан). Крім того, самбука згадується у знаменитому трактаті Вегеція «Короткий опис військової справи».

## Опис
Найбільш повний опис самбуки наводить Полібій. При облозі Сіракуз римський командувач Марк Клавдій Марцелл наказав попарно з'єднати вісім квінквірем, прибравши весла з одного борту, і на гігантські катамарани встановити самбуки. (Плутарх, описуючи той самий бій, говорить про самбуку в однині і про «величезний поплавець з восьми пов'язаних один з одним суден»). Згідно з Полібієм, римська самбука III століття до н. е. являла собою сходи в 4 фути ширини та такої довжини, щоб при установці похило вона досягала верхньої частини ворожої стіни; з обох боків до неї прилаштовували високі борти. Сходи клали вздовж дотичних бортів кораблів, так що вона виступала далеко за корабельні носи, а на вершинах щогл укріплювали блоки з канатами, прив'язаними до верхньої частини сходів. Під час штурму люди, що стояли на кормі, тягли за канати, перекинуті через блоки, а інші, що були в передній частині корабля, стежили за правильним підйомом сходів і підпирали їх жердинами. На вершині самбуки знаходився обгороджений із трьох сторін майданчик, на якому розміщували чотирьох воїнів. У їхнє завдання входило вести боротьбу з ворогом, що перебуває на стіні і заважає установці самбуки. Як тільки сходи встановлювалися так, що ці чотири воїни височіли над стіною, бічні стінки огорожі знімалися, і воїни з двох боків висаджувалися на стіну, а їхні товариші слідували за ними по надійно зафіксованій канатами самбуці з палуб кораблів.
Самбука в описі Бітона призначалася до застосування на суші. Це 60-футові сходи зі штурмовою платформою на одному кінці та противагою на іншому, яка встановлювалася на каркасі з колісною основою 27 футів завдовжки та діаметром колеса 3 фути. Противагою служив 6-футовий ящик, наповнений свинцем. Проте противагу використовували не задля підйому протилежного кінця сходів, а лише для надання машині стійкості.
Згідно з сучасними реконструкціями, сходи виступали вперед як мінімум на 40 футів, що вимагало маси противаги близько двох тонн, щоб урівноважити тяжкість 8-10 воїнів на штурмовій платформі. Роль підйомного механізму, на відміну від «корабельної» версії, виконував вертикальний гвинт завдовжки 15 футів з коловоротом, прикріплений до балки, яка служила опорою для сходів. При опусканні та підйомі цієї вертикальної опори сходи, з'єднані з нерухомим каркасом, за допомогою тяги змінювали своє положення від горизонтального до похилого до горизонтальної площини під кутом 45°  .
Нарешті, в коротких і хронологічно пізніших описах Вегеція і Аппіана самбука — це, швидше, частина облогової башти або навіть сама вежа. Вегецій говорить про неї як про механізм, який дозволяє перекинути з верхньої частини облогової вежі місток, яким на стіну потрапляють штурмуючі воїни. Аппіан називає її «величезною військовою спорудою, яку везли на двох кораблях» і повідомляє, що вона «особливо налякала родосців, тому що одночасно вона викидала багато стріл, таранів та дротиків». Можливо, з часом поняття самбуки та облогової вежі поступово злилися у римлян у щось єдине.

## Бойове застосування

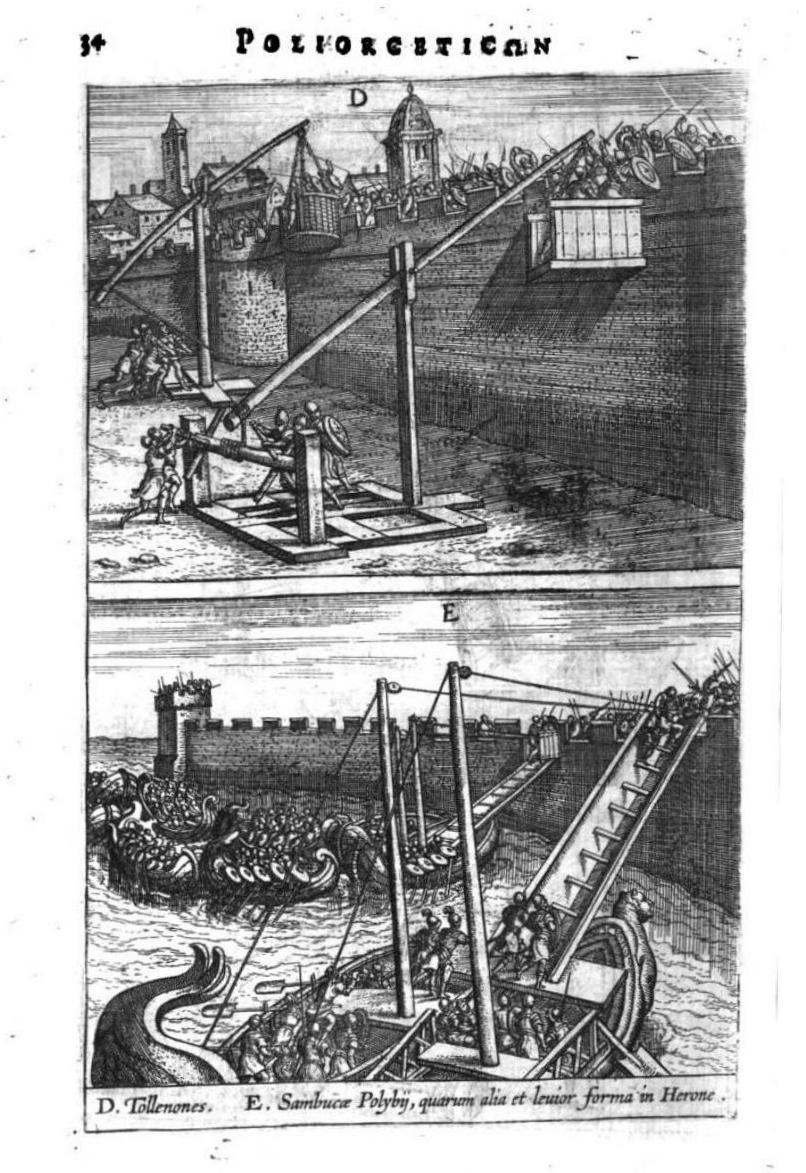
Самбука (внизу) та толленон
в уяві художника кінця XVI століття

Усі описані у джерелах випадки застосування самбуки з різних причин завершилися невдачею для обложників.
Римляни під час облоги Сіракуз не врахували інженерний геній Архімеда. Кораблі з самбуками спочатку були піддані обстрілу метальними машинами. Коли ж вони наблизилися до стін, обложені задіяли інші машини, до того приховані за зубцями: висуваючись за стіну, вони скидали на кораблі римлян каміння вагою до 10 талантів та величезні чушки свинцю. Штурм було відбито. За свідченням Полібія Марцелл, жартуючи над своїм становищем, говорив, що «Архімед пригощає його кораблі морською водою, а його самбуки ніби з ганьбою прогнані з гулянки паличними ударами». У результаті Сиракузи було взято не штурмом, а завдяки зраді.
Самбуки Пилипа V Македонського при облогі Хіоса не вдалося пустити в справу, тому що обложені влаштували штучну мілину, на яку сіли кораблі обложників, після чого облогові машини були спалені запалювальними стрілами. А за версією Афінея обложники помилилися в розрахунках, побудувавши надто високі самбуки, внаслідок чого воїни не змогли висадитися на ворожі укріплення та «загинули від вогню». Примітно, що Афіней вважає ці облогові машини загальновідомими і тому не наводить їх опис.
Під час облоги Родоса Мітрідат VI планував провести раптовий нічний штурм міста з використанням самбуки та штурмових сходів. Проте родосці вчасно помітили приготування супротивника, а самбука перекинулася під час штурму від тяжкості. Понтійці були змушені зняти облогу.
При облозі Кизика п'ятнадцятьма роками пізніше Мітрідат VI застосовував неназване облогове знаряддя, за описом подібне на самбуку часів облоги Родоса. Понтійцям вдалося підвести кораблі впритул до стін, і чотири воїни зі штурмового майданчика висадилися на укріплення кизикійців. Обложені спочатку відступили, але, оскільки понтійці забарилися з висадкою інших воїнів, швидко зібралися з силами і зіштовхнули зі стін цих чотирьох, а потім, «кидаючи на кораблі вогонь і смолу, змусили їх грести назад і відступати». У результаті після кількох спроб штурму та тривалої облоги Мітрідат VI через наближення римських військ відступив.